# Окезие Принс Ебенезер
Окезие Принс Ебенезер (на английски: Okezie Prince Ebenezer) е нигерийски футболист, който играе на поста ляв бек. Състезател на Арда.

## Кариера
Ебенезер е бивш играч на Зимбру и Ноа.
На 4 юли 2023 г. Окезие е обявен за ново попълнение на кърджалийския Арда. Дебютира на 4 август при победата с 0:2 като гост на Ботев (Пловдив).